# Scione godfroyi
Scione godfroyi är en ringmaskart som beskrevs av Gravier 1910. Scione godfroyi ingår i släktet Scione och familjen Terebellidae. Inga underarter finns listade i Catalogue of Life.